# Antheraeopsis yunnanensis
Antheraeopsis yunnanensis is een vlinder uit de familie nachtpauwogen (Saturniidae), onderfamilie Saturniinae.
De wetenschappelijke naam van de soort is voor het eerst geldig gepubliceerd door Chu & Wang in 1993.